# 孟加拉優速航空211號班機空難
孟加拉優速航空211号班机空难（航班号：BS211/UBG211）发生于当地时间的2018年3月12日14:20。
航班是由孟加拉優速航空执行由孟加拉国达卡沙阿贾拉勒国际机场前往尼泊尔加德满都特里布万国际机场的国际客运航班，机型为庞巴迪Dash 8-402Q（注册编号S2-AGU，生产序列号4041）。飞机在降落時坠毁于加德满都特里布万国际机场。机上载有71人，其中有67名乘客和4名机组人员。事故造成51人死亡，20人受伤。
| 国籍           | 乘客 | 机组成员 | 总计人数 |
| -------------- | ---- | -------- | -------- |
| 尼泊尔         | 33   | 0        | 33       |
|                | 32   | 4        | 36       |
| 中华人民共和国 | 1    | 0        | 1        |
| 馬爾地夫       | 1    | 0        | 1        |
| 共计           | 67   | 4        | 71       |

## 事故经过
本次航班在起飛與飛行過程中一切正常。但機長不久前在公司内部遭到另一名女性同事投訴，并在起飛前与地勤人員在無線電中发生爭執，加之進入公司前未上報自己有抑鬱症病史，導致機長執飛時情緒接近崩潰。
加德滿都機場共有一條跑道，該跑道北往南方向稱為20跑道，南往北方向稱為02跑道。該航班在降落前曾接受空管指引在GURAS點盤旋等候，不久后在空管指示下取消盤旋直接進入降落航線。由於機長因情緒問題在機艙內抽菸，并在空管下指示時不小心將煙蒂掉落，他與副駕駛因尋找煙蒂而分心，致副駕駛未將在GURAS点盤旋的指令解除。
機長發現問題後隨即切换設定为“航向模式”并導引为跑道方向，但航向模式易受到強風吹襲而致偏航，而機長未持續調整以修正方向，導致飞行路线錯過02跑道。
发现该航班飛越跑道後，空管隨即導引該機可於另一端的20跑道降落，但機長及副駕駛未能目視跑道，并多次無視空管的導引，任意盤旋尋找跑道。在多次低飛盤旋下，機長曾誤將滑行道認成跑道，並以極端的飛行模式嘗試降落，中途险些撞上空管塔台，最後在非常極端且勉強之下降落，仍因衝出跑道而墜毀于加德满都特里布万国际机场。
据目击者称，飞机坠毁在前曾多次突然转向，并且其飞行速度过低，随后飞机坠毁于跑道附近，机身断成几大截并起火。据当地媒体报道，飞机在坠毁前的飞行高度就已经过低，在降落的时候这架飞机已经抵达了跑道，并打算在02号跑道上降落，但发生了事故。